# Katherine Hughes (actriz)
Katherine C. Hughes (Nueva York, 6 de abril de 1995) es una actriz y guionista estadounidense. Ha participado en series y películas como Law & Order: Special Victims Unit, Blue Bloods, Men, Women & Children y Me & Earl & the Dying Girl.

## Filmografía

### Cine
| Año  | Título                             | Director            | Rol       | Rol        | Rol   | Rol       | Rol             | Nota         |
| Año  | Título                             | Director            | Dirección | Producción | Guion | Actuación | Papel           | Nota         |
| ---- | ---------------------------------- | ------------------- | --------- | ---------- | ----- | --------- | --------------- | ------------ |
| 2011 | Roadie                             | Michael Cuesta      |           |            |       | Sí        | Nikki (joven)   | [ 3 ]        |
| 2012 | Surviving Family                   | Laura Thies         |           |            |       | Sí        | Lily Fulton     |              |
| 2014 | Men, Women & Children              | Jason Reitman       |           |            |       | Sí        | Brooke Benton   |              |
| 2015 | Me & Earl & the Dying Girl         | Alfonso Gomez-Rejon |           |            |       | Sí        | Madison         |              |
| 2016 | Dirty 30                           | Andrew Bush         |           |            |       | Sí        | Kinsey          |              |
| 2016 | Traitor Knight                     | Joe Smith           |           |            |       | Sí        | Claire          | Cortometraje |
| 2017 | Say You Will                       | Nick Naveda         |           |            |       | Sí        | Ellie Vaughn    |              |
| 2017 | September 12th                     | Ryan Frost          |           |            |       | Sí        | Lynz            | [ 4 ]        |
| 2018 | Monsoon                            | Miguel Duran        |           |            |       | Sí        | Sarah           |              |
| 2019 | Ambition                           | Robert Shaye        |           |            |       | Sí        | Jude            |              |
| 2020 | Academy                            | Ian Salazar         |           |            |       | Sí        | 66              | Cortometraje |
| 2021 | Yellow Belt Fury                   | Katherine Hughes    | Sí        |            | Sí    |           |                 | Cortometraje |
| 2022 | Tangled                            | Traci Hays          |           |            |       | Sí        | Kate            |              |
| 2023 | The Resurrection of Charles Manson | Remy Grillo         |           |            |       | Sí        | Tianna Williams |              |
| 2023 | Happy Mart                         | Katherine Hughes    | Sí        |            | Sí    |           |                 | Cortometraje |
| 2024 | The Dead Thing                     | Elric Kane          |           |            |       | Sí        |                 |              |

### Televisión
| Año       | Título                            | Papel        | Nota         |
| --------- | --------------------------------- | ------------ | ------------ |
| 2009      | Law & Order: Special Victims Unit | Tina         | 1 episodio   |
| 2012      | Blue Bloods                       | Amy          | 1 episodio   |
| 2016      | #ThisIsCollege                    | Gigi         | 1 episodio   |
| 2017      | Kingdom                           | Kayla        | 7 episodios  |
| 2018      | My Dead Ex                        | Charley      | 8 episodios  |
| 2020      | Perfect Commando                  | Rachel       | 10 episodios |
| 2021-2022 | The Goldbergs                     | Jean Jacobs  | 2 episodios  |
| 2022      | Echo 3                            | Reese Keller | 3 episodios  |
| 2024      | Tell Me Lies                      | Molly        | 4 episodios  |

## Premios y nominaciones
| Año  | Premio                          | Categoría    | Nominada por | Resultado |
| ---- | ------------------------------- | ------------ | ------------ | --------- |
| 2018 | FirstGlance Film Fest Hollywood | Mejor actriz | Monsoon      | Nominada  |
| 2018 | Waco Independent Film Festival  | Mejor actriz | Monsoon      | Ganadora  |